# Slatinné vrchy
Slatinné vrchy (429 m n. m.) jsou neovulkanický vrch, resp. souvrší v okrese Česká Lípa Libereckého kraje. Leží asi 2,5 km vsv. od vesnice Obora na katastrálním území obce Bezděz.

## Popis

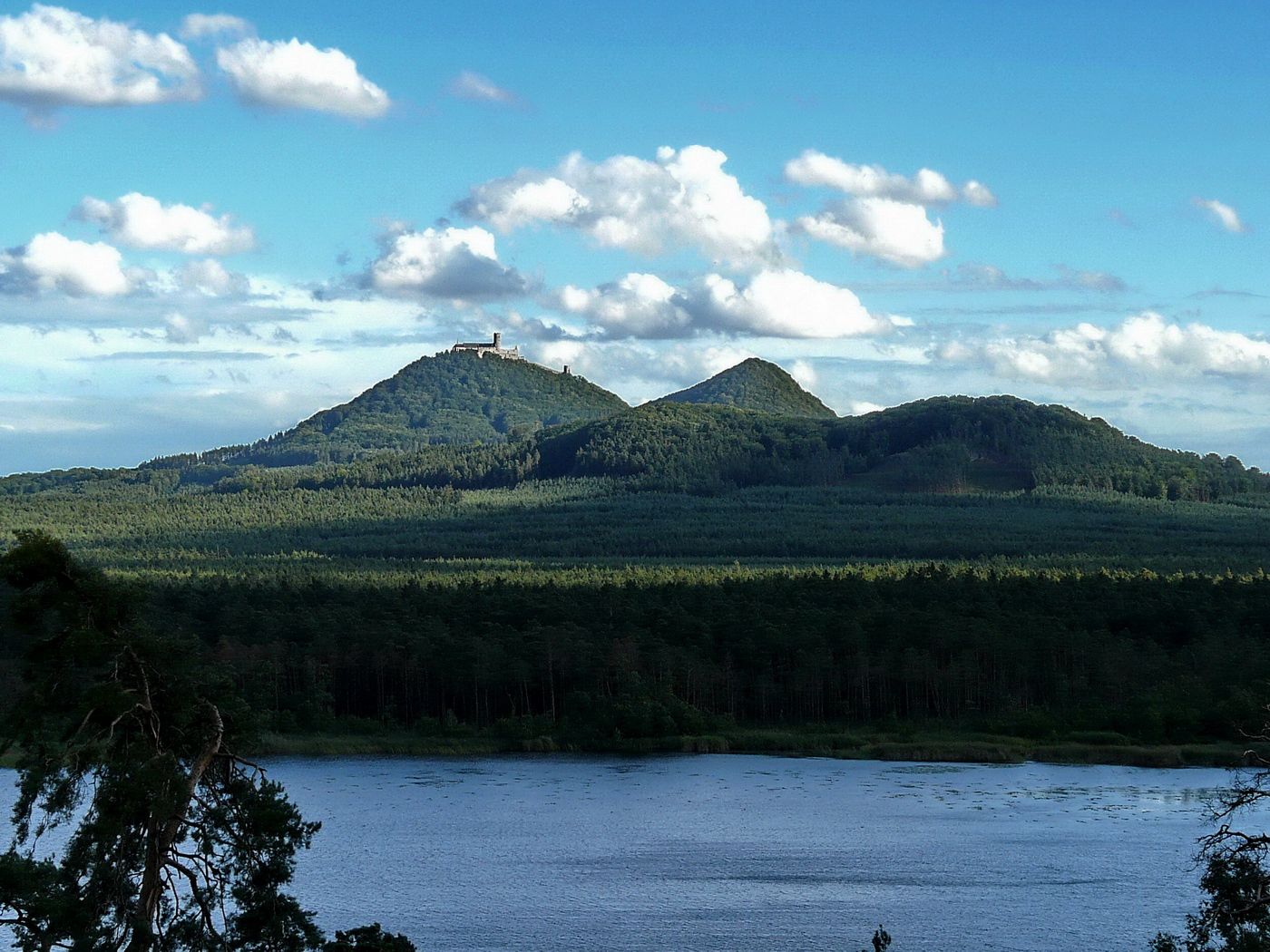
Slatinné vrchy a vrcholy Bezdězů nad Břehyňským rybníkem z Mlýnského vrchu

Souvrší tvoří tři vrcholy postupně klesající od západu na jihovýchod. Nejvyšší je západní vrchol, který dosahuje výšky 429 m. Prostřední vrchol se vypíná do výšky 421 m a jihovýchodní vrchol do výšky 413 m.
Z východního vrcholu jsou omezené výhledy na blízké vrchy Bezděz a Malý Bezděz, z okraje plošiny na západním vrcholu je výhled na většinu Ralské pahorkatiny a okolní rybníky.
Jak Slatinné vrchy, tak oba kopce Bezdězů jsou na katastru Bezděz 603686.

## Geomorfologické členění
Vrch náleží do celku Ralská pahorkatina, do podcelku Dokeská pahorkatina, do okrsku Bezdězská vrchovina, do podokrsku Slatinská pahorkatina.

## Přístup
Kolem vrchu pochází několik lesních cest odbočujících z červené turistické trasy E10 (Bezděz–Doksy) na jihu či z Mariánské cesty na severu. Dvě cesty vedou do sedel mezi trojvrší. Automobil je možno zanechat nejblíže v obci Bezděz.